# Infinite Crisis (компьютерная игра)
Infinite Crisis — видеоигра в жанре MOBA 2015 года, основанная на вымышленной вселенной DC Comics, разработанная Turbine и изданная Warner Bros. Interactive Entertainment, свободно основанная на серии комиксов с одноимённым названием. В игре участвовали два отряда героев и злодеев DC, они сражались в битвах на нескольких разрушительных полях сражений, в которых могли появится меняющиеся катастрофические события. Игра распространялась по модели free-to-play, которая поддерживалась микротранзакциями.
В Infinite Crisis игроки взяли на себя роль персонажа под названием «чемпион», каждый персонаж имел набор уникальных способностей, сражался против других игроков или компьютерных чемпионов. В самом популярном игровом режиме игроки контролировали своих чемпионов, уничтожая вражеские башни и завершая поставленные цели. Чтобы победить, нужно было уничтожить силовое ядро противоборствующей команды, здание внутри базы противника. Эта цель достигается путём уничтожения вражеских беспилотников и башен.
По состоянию на 14 августа 2015 года Infinite Crisis и его серверы были закрыты.

## Геймплей
Infinite Crisis был многопользовательской игрой жанра MOBA, в котором игроки контролировали «чемпиона» в составе команды разное количество времени в зависимости от игрового режима. Игроки набрали уровни, уничтожая дронов и убивая чемпионов и турелей противоположной команды. В классическом игровом режиме карта была разделена на три полосы; верхний, средний и нижний. Верхняя и нижняя полосы были длиннее и имели больше места между каждой башней. Средняя полоса была самым коротким маршрутом к вражеской базе, но обе стороны были окружены городскими джунглями, обеспечивая более стратегическую игру для внезапного нападения («ганг»). Каждая полоса имела набор внутренних и внешних турелей, один набор для стороны игрока, а другой для врага. Башни были смертоносными защитными сооружениями, которые помогли защитить игроков от вражеских чемпионов и помогли очистить вражеские беспилотники. На каждой базе было три «демпферов», которые находились у основания базы. Увлажнители были похожи на турели, но после того, как их уничтожилали повторно, они возраждались через несколько минут; их «здоровье» уменьшалось с каждым повторным возрождением. Когда демпфер был разрушен, у победившей команды начали появляться более сильные дроны. Камеры на базах обеспечивали способность разведчика для врагов на короткий период времени. Городские джунгли были расположены за пределами видения башни, скрытого от тумана войны. В джунглях находились четыре типа нейтральных беспилотных лагерей: Восточный, Средний, Разрушитель и Уникальные. Цель игры заключалась в том, чтобы уничтожить беспилотники, чтобы выровнять чемпионов, которые могли бы уничтожить башни, а затем Power Core, чтобы выиграть игру.

### Режимы игры
Infinite Crisis — сессионная игра. Каждый матч длился до 20-40 минут игры. Врагам приходилось либо захватывать очки, либо истощать Power Core, либо уничтожать Power Core, чтобы выиграть игру.
Crime Alley
Crime Alley — место убийства Томаса и Марты Уэйн в Вселенной Прайм. Это индивидуальная карта 1 против AI, предназначенная для новых игроков, чтобы практиковать своего чемпиона. Карта имеет одну полосу движения, одну силовую башню для каждой команды, один демпфер и одну турель для каждой команды. На карте также есть одна полоса джунглей для игроков, чтобы экспериментировать с развертываемыми. Эта карта в основном используется чтобы практиковаться или играть против другого противника, чтобы выяснить, кто более сильный игрок. Чтобы победить игроку нужно уничтожить Power Core противника.
Gotham Divided
В этой карте 5 против 5 картами с тремя полосами игроки используют городские джунгли, побеждают нейтральных существ, чтобы заработать очки, которые являются мощными способностями, такими как метеоритные удары и взрыв EMP. Gotham Divided имеет две базы: одну для вашей команды и одну для врага. Цель игроков — уничтожить Power Core внутри базы противника, достигнутое уничтожением вражеских беспилотных летательных аппаратов, турелей и, в конечном счёте, увлажнителей. Эта карта является самой популярной и основной картой игры.
Gotham Heights
Это карта 5 против 5, в которой есть режимы захвата и удержания. Карта имеет форму круга и 5 контрольных точек. Каждая контрольная точка расположена в конечных точках пентагональной формы. Пять контрольных точек начинаются как нейтральные, игрок может захватить точку, стоя на ней, и скорость захвата резко возрастает по мере того, как больше игроков стоят на месте. Чтобы выиграть игровой режим, игроку необходимо захватить большинство контрольных точек, так как здоровье вражеского Power Core истощается благодаря захваченным точкам. В центре карты находится орбитальная пушка; игрокам необходимо захватить орбитальную пушку, чтобы вызвать более мощных дроны, которые помогут игрокам захватить контрольные точки.
Coast City
Это карта 5 против 5, в которой есть режим с двумя полосами движения, большие городские джунгли, которые открывают доступ к Элитным дронам и управлению орбитальной пушкой. Чтобы выиграть, игроки должны перехитрить вражескую команду, нажав их базу и уничтожив её Power Core. Орбитальная пушка активирует и создаёт нейтрального опекуна, который атакует ближайшего Чемпиона на своей арене. После победы над нейтральным опекуном персонаж бросает устройство, которое может быть поднято и использовать для стрельбы в ближайшего врага или в качестве ЭМИ для взрыва и оглушения структур.

## Сюжет
Когда внезапное нападение угрожает Мультивселенной DC, когда она стоит на грани разрушения, единственная надежда на борьбу с ним — это герои и злодеи.

## Разработка
Infinite Crisis — первая игра Turbine с того момента, как их купили Warner Brothers в 2010 году и первая массовая многопользовательская ролевая онлайн-игра, созданная студией.
Закрытое бета-тестирование Infinite Crisis началось 8 мая 2013 года. Игра перешла в открытую бета-версию 14 марта 2014 года. Команда планировала постоянно вводить новых героев и злодеев из мультивселенной, а также добавлять новые карты и игровые режимы, даже когда игра полностью выйдет. Игра была выпущена в Steam 26 марта 2015 года. 2 июня 2015 года Warner Bros. Interactive Entertainment объявила, что Infinite Crisis будет закрыта в августе.

## Отзывы
| Сводный рейтинг | Сводный рейтинг |
| Агрегатор       | Оценка          |
| --------------- | --------------- |
| Metacritic      | 68/100          |

IGN наградил игру счётом 6,9 из 10, сказав: «Infinite Crisis действительно удивляет своими ролями и знаниями характера, но не хватает доступных и интересных режимов». GameSpot присудил ему 6.0 из 10, сказав: «Возможно, вы ожидали увидеть больше усилий, чтобы замаскировать лицо геймплея, которого мы видели в течение последних нескольких лет». PC Gamer наградил его 6,0 из 10, сказав: «Играйте в него за новые идеи, а не потому, что вы любите Бэтмена. Сокращение числа игроков вызывает беспокойство». На Metacritic, она имеет рейтинг 68 из 100.